# Війна за незалежність Намібії
Війна за незалежність Намібії (більше відома, як Південно-Африканська прикордонна війна, також іноді у ПАР як Війна в Ангольському буші (афр. Suid-Afrikaanse Grensoorlog, Grensoorlog; англ. South African Bushwar, South African Border War)) — військовий конфлікт, який точився впродовж 1966–1989 рр. в Південно-Західній Африці (нині Намібія) та Анголі між Південною Африкою та її союзниками (в основному УНІТА), з одного боку, і урядом Анголи, Південно-Західною Африканською Народною організацією (СВАПО), а також їхніми союзниками — в основному Радянський Союз і Куба — з іншого. Вона була тісно пов'язана з громадянською війною в Анголі.

## Корені конфлікту
Корені цього конфлікту можна простежити з Першої світової війни. У 1915 р. Південна Африка вторглася і завоювала тоді Німецьку Південно-Західну Африку від імені союзних військ. Після 5 років південноафриканського військового правління у 1920 р. територія була передана Південній Африці як мандат класу C Ліги Націй.
Після Другої світової війни Ліга Націй була розпущена і уряд Південної Африки на чолі з Яном Смутсом сподівався, що зможе взяти собі цю територію. Південна Африка в 1946 році подала офіційну заявку в Організацію Об'єднаних Націй для цього, але вона була відхилена, оскільки корінні народи не були належним чином проконсультовані. ООН звернулося до Південної Африки, щоб поставити цю територію під систему опіки, що вимагала тіснішого міжнародного контролю адміністрації краю, але Південна Африка відмовилася. Це призвело до затяжної юридичної тяганини.
У 1966 році Міжнародний Суд постановив, що мандат немає жодного правового статусу. Після оголошення Генеральної Асамблеї ООН мандат необоротно припинив свою юридичну силу.. У 1971 р. Міжнародний Суд ООН підтримав і погодився, що правління Південної Африки на цій території є незаконним, і що Південна Африка повинна піти. У грудні того ж року, загальний страйк робітників показав Південній Африці величезний опір проти системи трудового договору. Це був новий елемент опозиції проти південноафриканського правління.
Хоча уряд Південної Африки хотів включити Південно-Західну Африку (SWA) у свій склад, але офіційно ніколи не робив цього: ця область визнавалася де-факто як п'ята провінція з білою меншістю, що мала представництво в парламенті Південної Африки.

## Початок конфлікту

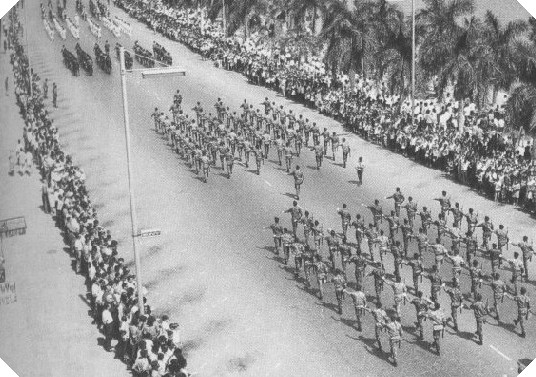
Португальці в Анголі. Напис перекладається: Луанда, військовий парад

Після того, як уряд Південної Африки відмовився надати незалежність та згорнути політику апартеїду в Південно-Західній Африці, СВАПО перейшов на шлях розв'язання проблеми войовничого характеру, а у 1962 році формується її військове крило, Народно-визвольна армія Намібії (People's Liberation Army of Namibia) (ПЛАН).
У 1966 році чисельні бази СВАПО були створені в сусідній Замбії.. Повстанці СВАПО почали вторгнення в Південно-Західну Африку у вересні 1965 і в березні 1966 р., але вони не носили широкомасштабного характеру аж до 26 серпня 1966 р., коли відбулися перші великі зіткнення. Загони південноафриканської поліції (САП) за підтримки гелікоптерів південноафриканських ВВС (СААФ) вступили в перестрілку із загонами СВАПО. Цей день прийнято вважати початком потім відомої Південно-Африканської прикордонної війни.
Наприкінці 1966 р. УНІТА приєдналися до боротьби проти колоніальної влади Португалії в Анголі, яка вже були в конфлікті з Народним рухом за звільнення Анголи (МПЛА) і Національним фронт звільнення Анголи (ФНЛА). УНІТА в основному була активна у південній та східній частині Анголи, водночас МПЛА і ФНЛА, в основному діяли у північній Анголі. Гелікоптери СААФ були відправлені першими на підтримку португальців проти УНІТА в 1967 році. Таким чином, почалася багаторічна інтервенція Південної Африки у громадянську війну в Анголі.

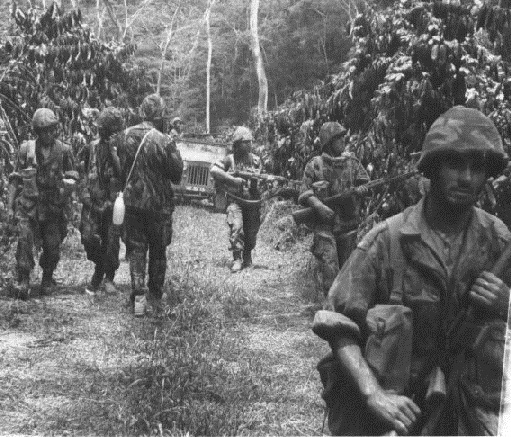
Португальські солдати в Анголі.

Південна Африка в основному розгорнула легкоозброєні взводи піхоти, що діяли в боротьбі з повстанськими загонами. За цей час загони SAP та її місцеві одиниці такі, як Південно-Західно-Африканська поліція (SWAPOL), несли на собі основний тягар сухопутних боїв на стороні південноафриканців разом з повітряною підтримкою СААФ. Наприкінці 1960-х був сформований спеціальний поліцейський підрозділ для боротьби з повстанцями (Koevoet). Офіційною назвою підрозділу була Південно-Західно-Африканська протиповстанська поліція (SWAPOLCOIN).
У квітні 1974 року Революція гвоздик у Португалії змінила політичний режим в цій країні. Новий уряд заявив, що надасть незалежність Анголі 11 листопада 1975 р. Три ворогуючі антиколоніальні сили відразу ж почали суперництво за контроль над столицею Луандою за підтримки зовнішніх сил.. Першою операцією Південної Африки була операція з забезпечення і охорони стратегічно важливої гідроелектростанції в Руакан-Калак у серпні . . 14 жовтня Південна Африка приховано втрутилася під виглядом УНІТА і ФНЛА в операцію "Саванна, у відповідь, Куба почала операцію з підтримки МПЛА, яка змогла отримати контроль над найважливішими районами країни. Влада коаліційного уряду почала падати до наміченої дати незалежності (11 листопада 1975 р.) Як тільки в Анголі закінчилася війна за незалежність, почалася громадянська війна.

## Закінчення конфлікту і «холодної війни»

### Різні перспективи
У 1966–1988 рр. було призначено велику кількість уповноважених представників ООН в Намібії. Південна Африка відмовлялася визнавати будь-яке з цих призначень Організації Об'єднаних Націй, а ООН оголосила адміністрацію Південної Африки в Намібії поза законом. [14] Тим не менше, переговори тривали з представником ООН по Намібії, Мартті Ахтісаарі, який зіграв ключову роль в досягненні конституційних принципів миру, що були узгоджені в 1982 році прифронтовими державами, СВАПО і Контактною групою західних країн. Ця угода створила основу для демократичної конституції Намібії. Роль уряду США як посередника була важливою і спірною протягом усього періоду, одним із прикладів інтенсивних зусиль у 1984 році для отримання згоди на виведення південноафриканських сил оборони (САДФ) з південної частини Анголи.
Так зване Конструктивне зобов'язання США дипломатичних інтересів розглядалося негативно тими, хто підтримував незалежність, визнану на міжнародному рівні. Крім того, США здавалося заохочували південноафриканців, щоб ті затримували дозвіл незалежності шляхом прийняття ініціатив, таких як військове домінування на великих шляхах південної Анголи в той час забезпечуючи підтримку сил для ангольської опозиції УНІТА. Сполучені Штати надали УНІТА зенітні ракети «Стінгер»
У 1987 році уряд Анголи за рішучої підтримки Радянського Союзу вирішив, всупереч кубинським застереженням, відновити територіальну цілісність Анголи шляхом ліквідації опорних пунктів УНІТА на півдні Анголи. Війська розпочали масштабний наступ з Куіто-Куанавале до Мавінги. В той час, як УНІТА відступала, південноафриканські сили втрутилися в її оборону. У ході операцій Modular й Hooper вони рішуче зупинили наступ і відкинули ангольські урядові війська назада у Куіто-Куанавале.
Куба значно посилило свої війська в Анголі і стала на захист оточеної ФНЛПА. Наступ ПАР був зупинений в битві при Куіто-Куанавале, найбільшому бою в Африці після Другої світової війни, в якій обидві сторони заявили про свою перемогу. Основна частина кубинських військ рушила до Намібії далі на захід, загрожуючи відрізати південноафриканські війська оборони, які залишалися в Куіто. 27 червня 1988 р., кубинські МіГ-23 розбомбили Калоквську гідроелектростанцію, вивівши її з ладу і вбивши 12 солдатів САДФ. Деякі аналітики вважали удар в Куіто, жертви і вразливість від кубинських літаків давали надію, що мирна угода буде незабаром прийнята після цього. За посередництва Організації Об'єднаних Націй були проведені переговори з метою досягнення миру і незалежності Південно-Західної Африки / Намібії. На цих переговорах війська Південної Африки були зобов'язані вийти з Анголи 30 серпня 1988 р. до завершення переговорів.

### Серйозні переговори
У 1988 році був призначений спеціальний представник ООН по Намібії, Бернт Карлссон. У випадку, відмови Південної Африки від контролю над Намібією представник Карлсона мав керувати країною від імені ООН, сформувавши конституційний лад і провівши вільні і справедливі вибори, відмовившись від расового цензу.
У травні 1988 року американські посередники на чолі з Честером А. Крокером, помічником державного секретаря США у африканських справах в Лондоні організував переговори між Анголою, Кубою та Південною Африкою, за участі спостерігачів з Радянського Союзу. Переговори характеризувалися інтенсивними дипломатичними маневрами в наступні 7 місяців. Зрештою сторони виробили угоду щодо встановлення миру в регіоні і зробити можливим проголошення резолюції Ради Безпеки ООН № 435 (РБ ООН 435) .
На саміті Рональда Рейгана і Михайла Горбачова — лідерів Сполучених Штатів і Радянського Союзу в Москві (29 травня-1 червня 1988 р.), було вирішено, що кубинські війська будуть виведені з Анголи, а радянська військова допомога припиниться тоді, як ПАР виведе війська з Намібії. Нью-Йоркські домовленості — угоди, для реалізації цих рішень — були розроблені для підписання в штаб-квартирі ООН в Нью-Йорку в грудні 1988 року. Куба, ПАР, а також Народна Республіка Ангола домовилися про виведення кубинських військ з Анголи. Ця угода — відома як в Браззавільський протокол — створила Моніторингову комісію за участі США і СРСР як спостерігачів для спостереження за виконанням домовленостей. Двостороння угода між Кубою і Анголою була підписана в штаб-квартирі ООН в Нью-Йорку 22 грудня 1988 року. Того ж дня була підписана тристоронню угоду між Анголою, Кубою і ПАР, за якою ПАР погодилася передати Намібію під контроль Організації Об'єднаних Націй.
(На жаль, ООН Спецпосланець по Намібії Бернт Карлссон, не був присутній на церемонії підписання. Він загинув на літаку Pan Am 103, який вибухнув над Локербі, Шотландія 21 грудня 1988 по дорозі з Лондона до Нью-Йорка. Південноафриканський міністр закордонних справ Пік Бота, а також офіційна делегація з 22 осіб щасливо пропустили цей рейс. Їх бронювання на Pan Am 103 було скасоване в останню хвилину, а Бота, а також менша делегація пересіли на рейс «Пан Ам» 101 Нью-Йорк.)

### Перехід до незалежності
Виконання Резолюції 435 офіційно почалося 1 квітня 1989 року, коли призначений урядом ПАР адміністратор, Луїс Пінаар, який зайняв місце Бернта Карлссона, почав перехід Намібії до незалежності. Колишній глава Комісії ООН по Намібії комісар Мартті Ахтісаарі був призначений Спеціальним представником ООН по Намібії, і прибув у Віндгук в квітні 1989 року до глави Перехідної допоміжної групи ООН (ЮНТАГ).
Перехід до незалежності непевно стартував, оскільки, на відміну від лідера СВАПО Сема Нуйома, що у письмовій формі запевнив генерального секретаря ООН дотримуватися припинення вогню і повернення тільки беззбройних намібійців, стверджував, що близько 2000 озброєних членів Народно-визвольної армії Намібія (PLAN), військового крила СВАПО, перетнули кордон з Анголи в очевидній спробі встановити військову присутність у північній Намібії. ЮНТАГ Марті Ахтісаарі порекомендувала прем'єр-міністру Великої Британії Маргарет Тетчер, який перебувала у цей час з візитом у Південній Африці допустити обмежений контингент військ ПАР, щоб допомогти Південно-Західно-Африканській поліції (SWAPOL) у відновленні порядку. Послідував період запеклих боїв, в ході яких 375 бійців ПЛАНу були вбиті. На спішно організуваній нараді Об'єднаної моніторингової комісії в заповіднику Маунт Етйо, за Отйваронго було вирішено вести обмежений південноафриканський контингент військ для того, щоб повернути ПЛАН в Анголу. Хоча ця проблема була вирішена, незначні порушення на півночі тривали протягом всього перехідного періоду.
У жовтні 1989 року за розпорядженням Ради Безпеки ООН, Преторія була змушений демобілізувати близько 1600 членів "Koevoet ". Це було одним з найскладніших проблем для ЮНТАГ. ООН розглядала "Koevoet " як воєнізований загін, який повинен бути розпущений, але підрозділ продовжував перебувати на півночі і мати броньовані і добре озброєні конвої. У червні 1989 року Спеціальний представник ООН повідомив генерального адміністратора, Луїса Пінара, що така поведінка була абсолютно неприпустимою з домовленостями про врегулювання, які дозволяли поліції бути лише легко озброєними. Більше того, переважна більшість бійців "Koevoet " продовжували працювати в Південно-Західно-Африканській поліції (SWAPOL). Рада Безпеки в своїй резолюції № 640 (1989) від 29 серпня, вимагала розпуску "Koevoet " і ліквідувати її командні структури. Південноафриканський міністр закордонних справ Пік Бота, оголосив 28 вересня 1989 р., що 1200 колишніх членів «Koevoet» будуть демобілізовані наступного дня. Ще 400 таких бійців були демобілізовані до 30 жовтня. Цією демобілізацією керували військові спостерігачі ЮНТАГ.
11-місячний перехідний період закінчився відносно гладко. Політичні в'язні були амністовані, дискримінаційне законодавство було скасовано, Південна Африка вивела всі свої війська з Намібії, а 42000 біженців повернулися благополучно і добровільно під егідою Управління Верховного комісара ООН у справах біженців. Майже 98 % зареєстрованих виборців взяли участь у виборах до Установчих зборів. Вибори були проведені в листопаді 1989 р. і були визнані як вільні і справедливі Спеціальним представництвом ООН, а СВАПО набрала 57 % голосів, що трохи менше двох третин, які необхідні для свободи дій в рамках перегляду конституції. я Опозиційна Democratic Turnhalle Alliance отримала 29 % голосів. Засідання новообраного парламенту відбулося перше засідання 21 листопада 1989 р. і одноголосно вирішив використовувати Конституційні принципи 1982 р. в новій конституції Намібії.
За даними «Гардіан» від 26 липня 1991, П. Бота заявив на прес-конференції, що уряд Південної Африки виплатив понад £ 20 млн, принаймні 7 політичним партіям в Намібії, щоб протистояти СВАПО напередодні виборів 1989 р. Він виправдовує витрат на тій підставі, що Південна Африка була у стані війни з СВАПО в той час.

### Незалежність
Святкування Дня Незалежності Намібії відбулося в Віндгукському спортивному стадіоні 21 березня 1990 р. Численні міжнародні представники були присутні, в тому числі 20 глав держав, прибув також Нельсон Мандела, який тільки що був звільнений з в'язниці і цим викликав захоплення серед 30 тисяч глядачів. Генеральний секретар ООН Хав'єр Перес де Куельяр, і президент Південної Африки де Клерк спільно визнали незалежність Намібії. Лідер СВАПО Сем Нуйома був приведений до присяги як перший президент Намібії.